# Scientia Pharmaceutica
Scientia Pharmaceutica ist eine wissenschaftliche Zeitschrift, die von der Österreichischen Pharmazeutischen Gesellschaft (ÖPhG) herausgegeben wird. Sie veröffentlicht Originalarbeiten, Kurzmitteilungen und auch Übersichtsarbeiten aus den Bereichen der Pharmazie und angrenzenden Gebieten sowie aus der pharmazeutischen Praxis. Die Artikel beinhalten Themen aus der medizinischen und pharmazeutischen Chemie inklusive der Synthese, Analytik und Modellierung von biologisch aktiven Verbindungen und Arzneistoffen, aus der Pharmakognosie und pharmazeutischen Biologie inklusive der Isolierung, Reinigung, Biotechnologie und Strukturaufklärung von biogenen Naturstoffen, der Systematik, Mikroskopie und Morphologie von Arznei- und Heilpflanzen, aus der Pharmakologie mit pharmakologischen Testungen von Substanzen auf Zellen und Organismen und der klinische Pharmazie mit biochemischen Mechanismen von Arzneimittelwechselwirkungen, sowie aus der pharmazeutischen Technologie inklusive von Strategien der Arzneiformulierung.
Die Zeitschrift erscheint vierteljährlich am 30. März, 30. Juni, 30. September und 30. Dezember. Die Artikel sind ab dem Band 68 von 2000 frei im Volltext abrufbar. Die Jahrgänge von 1930 bis 1999 sind in eingescannter Form im historischen Zeitschriftenarchiv der Österreichischen Nationalbibliothek verfügbar. Die Zeitschrift errechnete sich einen inoffiziellen Impact Factor von 0,966 für das Jahr 2014.